# Tvérskaya
Tvérskaya (del ruso: Тверская) es una stanitsa del raión de Apsheronsk del krai de Krasnodar, en Rusia. Está situada en las vertientes septentrionales del Cáucaso Occidental, en la orilla derecha del río Pshish, 25 km al oeste de Apsheronsk y 78 km al sureste de Krasnodar, la capital del krai. Tenía 3 208 habitantes en 2010
Es cabeza del municipio Tvérskoye, al que pertenecen asimismo Akredasov, Yelinski, Zajárov, Lesogórskaya, Linéinaya, Osínovskoye.

## Historia
Fue fundada en 1863. Hasta 1920 pertenecía al otdel de Maikop del óblast de Kubán.

## Economía y transporte
Enclavada en una zona en la que abundan los bosques de robles y hayas, además de la explotación de los recursos forestales tienen importancia el cultivo de tabaco, la horticultura y la viticultura. Existen la localidad empresas pequeñas que hacen el entarimado, la panadería.
Cuenta con una estación (Tvérskaya) en la línea de ferrocarril Armavir-Tuapsé de la red del ferrocarril del Cáucaso Norte. 